# Jakob Friedrich Ehrhart
Jakob Friedrich Ehrhart (4. listopadu 1742 Holderbank – 26. června 1795 Hannover) byl německý lékárník a botanik švýcarského původu.

## Život a kariéra
Ehrhart mezi lety 1773 až 1776 studoval v Uppsale. Byl studentem Linného. Stal se kurfiřtským botanikem a ředitelem zahrady v Herrenhausenu u Hannoveru.
Je po něm pojmenován rostlinný rod Ehrharta Thunb. z čeledi Poaceae.

## Dílo
- Chloris hanoverana, 1776
- Supplementum systematis vegetabilium, generum et specierum plantarum, 1781
- Beiträge zur Naturkunde ..., 7 svazků, 1787 - 1792